# Katolická církev v Jižním Súdánu
Katolická církev v Jižním Súdánu je křesťanské společenství v jednotě s papežem. Ke katolicismu se v Jižním Súdánu hlásí asi 6,2 miliónů obyvatel, tzn. 37,2% populace.

## Církevní struktura římskokatolické církve

Mapa církevní správy v Súdánu a Jižním Súdánu

V Jižním Súdánu je jedna církevní provincie džubská, která se skládá z jedné arcidiecéze a šesti diecézí:
- Arcidiecéze džubská (8)
  - Diecéze Malakál (5)
  - Diecéze Rumbek (4)
  - Diecéze Tambura-Yambio (6)
  - Diecéze Torit (9)
  - Diecéze Wau (3)
  - Diecéze Yei (7)

Věřící východních katolických církví jsou formálně příslušní k diecézím v Egyptě.

## Biskupská konference
Všichni katoličtí biskupové v zemi jsou spolu se (severo)súdánskými biskupy členy Súdánské konference katolických biskupů (Sudan Catholic Bishops' Conference, SCBC) se sídlem v jihosúdánské Džubě. Ta je organizována v Asociaci členů biskupských konferencí východní Afriky (Association of Member Episcopal Conferences in Eastern Africa, AMECEA) a v celoafrickém Sympoziu biskupských konferencí Afriky a Madagaskaru.

## Nunciatura
Svatý stolec je v Súdánu reprezentován apoštolským nunciem, jenž sídlí v Nairobi (personálně spojeno s nunciaturou v Keni) a jímž je od roku 2013 Charles Daniel Balvo.

## Patroni
- Svatá Josefína Bakhita
- Svatý Daniel Comboni